# Francesco di Paola Cassetta
Francesco di Paola Cassetta (Roma, 12 agosto 1841 – Roma, 23 marzo 1919) è stato un cardinale italiano.

## Biografia
Nacque a Roma il 12 agosto 1841, figlio di Pietro e Clementina Sturbinetti, che morì poco dopo il parto.
Proclamato vescovo da papa Leone XIII, la consacrazione avvenne nella chiesa di San Luigi dei Francesi il 21 dicembre 1884 ad opera del cardinale Lucido Maria Parocchi. Dal 25 novembre 1887 diviene arcivescovo e dal 29 novembre 1895 elevato patriarca latino di Antiochia, sempre per volontà di papa Leone XIII.
Papa Leone XIII lo elevò al rango di cardinale nel concistoro del 19 giugno 1899. Da vescovo ordinò presbitero Eugenio Pacelli (poi papa Pio XII).
Morì il 23 marzo 1919 all'età di 77 anni. È sepolto nella cappella del Pontificio Ateneo Urbaniano di Propaganda Fide presso il cimitero del Verano. Un busto marmoreo è stato eretto nella chiesa di San Francesco a Ripa nel 1922.

## Genealogia episcopale e successione apostolica
La genealogia episcopale è:
- Cardinale Scipione Rebiba
- Cardinale Giulio Antonio Santori
- Cardinale Girolamo Bernerio, O.P.
- Arcivescovo Galeazzo Sanvitale
- Cardinale Ludovico Ludovisi
- Cardinale Luigi Caetani
- Cardinale Ulderico Carpegna
- Cardinale Paluzzo Paluzzi Altieri degli Albertoni
- Papa Benedetto XIII
- Papa Benedetto XIV
- Papa Clemente XIII
- Cardinale Marcantonio Colonna
- Cardinale Giacinto Sigismondo Gerdil, B.
- Cardinale Giulio Maria della Somaglia
- Cardinale Carlo Odescalchi, S.I.
- Cardinale Costantino Patrizi Naro
- Cardinale Lucido Maria Parocchi
- Cardinale Francesco di Paola Cassetta

La successione apostolica è:
- Vescovo Cristoforo Maiello (1899)
- Vescovo Raniero Sarnari (1900)
- Arcivescovo Angelo Struffolini (1901)
- Arcivescovo Luigi Canali, O.F.M. (1901)
- Vescovo Luigi Boschi (1902)
- Arcivescovo Giovanni Festa (1902)
- Arcivescovo Giovanni Régine (1902)
- Vescovo Benedetto Spila, O.F.M. (1903)
- Vescovo Lorenzo Chieppa (1903)
- Cardinale Alessandro Lualdi (1904)
- Arcivescovo Giorgio Francesco Delrio (1907)
- Vescovo Pacifico Fiorani (1907)
- Vescovo Ildefonso Vincenzo Pisani, C.R.L. (1908)
- Arcivescovo Nicola Giannattasio (1908)
- Arcivescovo Giuseppe Maria Leo (1909)